# Grande illusion
Pour les articles homonymes, voir La Grande Illusion (homonymie).
Une grande illusion est une discipline de prestidigitation (magie) de scène.
C'est généralement un numéro composé de plusieurs tours de magie qui utilisent des appareils mettant en œuvre divers trucages astucieux faisant souvent appel à des illusions d'optique pour bluffer le public.
Le numéro de magie est généralement exécuté par un professionnel accompagné d'assistantes dont le rôle n'est pas seulement d'aider le magicien mais aussi de détourner l'attention du public aux moments critiques du tour.
L'évolution des spectacles de grandes illusions s'éloigne de la simple présentation d'un appareil pour incorporer des éléments scéniques, musicaux et chorégraphiques.

## Quelques grandes illusions classiques
- la femme coupée en deux
- Mismade Girl (en), la femme zig-zag, le Cube zag
- Squeeze box (magic trick) (en)
- le panier indien (en), la femme transpercée
- la malle des indes
- les apparitions, disparitions, réapparitions d'une personne ou d'un animal
- les diverses lévitations et suspensions